# República Socialista Soviética da Bielorrússia (1919)
```
   |-
       |
Erro:
:  
valor não especificado para "
nome_comum
"
```

RSSB, com capital em Minsk, no contexto da Guerra Polaco-Soviética

A República Socialista Soviética da Bielorrússia ou República Socialista Soviética Bielorrussa (RSSB; em bielorrusso: Савецкая Сацыялістычная Рэспубліка Беларусь; romaniz.: Savieckaja Sacyjalistyčnaja Respublika; em russo: Социалистическая Советская Республика Белоруссия / ССРБ; romaniz.: Socialističeskaja Sovetskaja Respublika Belorussija / SSRB) foi uma república no território histórico da Bielorrússia, após o colapso do Império Russo, que surgiu como resultado da Revolução de Outubro.O território era consistia da Bielorrússia Oriental, dado que a Bielorrússia Ocidental passou para a Segunda República Polonesa durante a Guerra Polaco-Soviética. Sua capital era Minsk.

## Primeiro estabelecimento
Foi estabelecida pela primeira vez pelos bolcheviques em 1 de janeiro de 1919, em Smolensk, quando o Exército Vermelho entrou em terras bielorrussas após o recuo do exército alemão, que ocupou o território na Primeira Guerra Mundial. A RSSB substituiu a República Popular da Bielorrússia.
O estado consistia das províncias de Smolensk, Vitebsk, Mogilev, Minsk, Grodno e Vilnius. 
era considerado pelos bolcheviques como um estado-tampão entre a Rússia e a Polônia. Em um mês foi dissolvido. As províncias de Smolensk, Vitebsk e Mogilev foram incluídas na República Socialista Federativa Soviética Russa (RSFSR), e o restante formou outro Estado-tampão, a República Socialista Soviética Lituano-Bielorrussa (Litbel).

## Segundo estabelecimento
A república foi restabelecida sob o mesmo nome em 31 de julho de 1920. No entanto, na historiografia soviética tradicional era referida como a República Socialista Soviética da Bielorrússia (RSSB), seu nome após a incorporação à União Soviética em 1922.